# モンケ
モンケ（Möngke、、 1209年1月10日 - 1259年8月11日）は、モンゴル帝国の第4代皇帝（カアン、ハーン）（在位1251年7月1日 - 1259年8月11日）。漢字表記は蒙哥、蒙哥皇帝で、ペルシア語表記では منگو قاآن (mankū qā'ān) または مونگكه قاآن (mūngke qā'ān) 。元から贈られた廟号は憲宗、諡は桓粛皇帝。モンケ（メンゲ）という名は、中世モンゴル語で永遠を意味する。チンギス・カンの四男トルイとその正妃ソルコクタニ・ベキの長男。子にシリギがいる。

## 生涯

### 即位以前
若い頃から資質に優れ、父のトルイと共に金の名将である完顔陳和尚を三峰山の戦いで破って大勝を収めた。1232年、父の死によりトルイ家の当主となる。
1235年、第2代モンゴル皇帝オゴデイの下で、カラコルムのクリルタイにおいて諸国への遠征計画が発議された。その一つとしてジョチ家の当主バトゥを総司令としてヨーロッパ遠征が決議され、チンギス・カン家の各王家から次期当主クラスの王族達を選抜してこれに従軍させることとなった。モンケもトルイ家当主として異母弟のボチェク（トルイの七男）とともに従軍した。1236年に遠征が開始され、モンケは遠征軍の総司令官となったバトゥに従って、まずヴォルガ・ブルガール地方に侵入して首都ブルガールを諸将筆頭のスベエデイとともに征服し、ついで翌1237年にはボチェクとともにキプチャク諸部族の首長バチュマンを追い詰めて捕殺する武功をあげた。1238年にはカフカス方面に下ってオゴデイ家の六男カダアン・オグルとともにアラン人（アス人）たちの諸城の制圧に努め、またルーシ諸国征服においてはキエフ攻略で戦功を挙げた。『元朝秘史』などによると、この遠征中の宴席でオゴデイの長男グユクとチャガタイ家の王子ブリが、総司令であるバトゥと諍い面罵したといい、バトゥからこの報告を受けたオゴデイは激怒してグユクらを厳罰に処すためモンゴル本土へ召還するよう命じたと伝えられる。『集史』によるとブリは遠征軍に留め置かれたようだが、グユクは1239年の秋には軍を離れてモンゴル本土への帰還の途に着いたといい、モンケもこれに随伴したようで、遠征軍はそのまま西進してハンガリー王国、ポーランド王国への遠征を続行し、グユク、モンケ両人は翌年にはモンゴル高原に到着したという。しかし、この時既にオゴデイは死去していた。
もともと、祖父チンギス・カンの死後は、末子相続に従ってトルイがモンゴル皇帝（カアン）になるはずであったが、トルイが固辞したため、その息子であるモンケを新たなカアンとして擁立する約束があった。『集史』などによると、オゴデイは生前、1236年に南宋遠征中陣没した嫡出の三男クチュの遺児シレムンをオゴデイ家の後継者として決めていたという。そのため次期皇帝はこのシレムンかトルイ家の長男であるモンケを望んでいたと伝えられ、ソルコクタニ・ベキやモンケなどトルイ家の側にその旨内々に約束していたという（ただし、この逸話はトルイ家が権力を掌握した後世の創作である可能性も指摘されている）。それらの約束もあり、さらに智勇兼備の名将であったことから、周囲からもオゴデイの後を継ぐ皇帝に望まれた。

### 諸王家間の対立とモンケ推戴にいたる経過

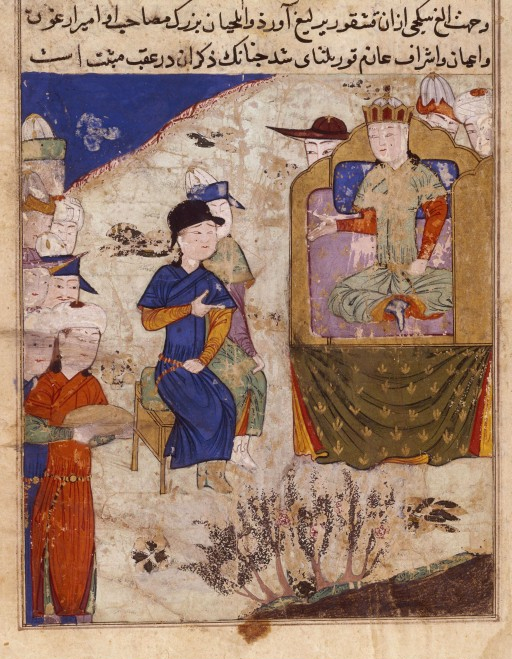
玉座のモンケ『世界征服者の歴史』（1438年書写）より

1241年、オゴデイが死去したため、本来ならばシレムンかモンケが後を継ぐはずであったが、オゴデイの皇后であったドレゲネの政治工作で、オゴデイとドレゲネの間に生まれた長男のグユクが後を継ぐこととなってしまった。ヨーロッパ遠征での総司令であったジョチ家の当主バトゥは、遠征中の対立もあってドレゲネの工作とグユクの即位に反発し、摂政となったドレゲネからの再三のクリルタイ召集にもかかわらず、病気療養を理由に出席を拒み続けた。モンケもこれに不満を持つが、ドレゲネ生存中は雌伏しバトゥと手を結んだ。
しかしそれから約5年もの間、モンゴル帝国はカアンの空位という状態を招くことになり、帝国各地、特に辺境部では駐留軍の狼藉や現地責任者が勅令の偽造や軍令の濫発を繰り返すなど、混乱に陥っていた。この事態を重く見たトルイ家のソルコクタニ・ベキはドレゲネの要求に応じ、1246年春にクリルタイ開催を帝国全土に呼びかけた。バトゥも自らの出席は病気を理由に拒んだものの、長兄オルダや次弟ベルケなどジョチ家の有力王族たちをモンゴル本土へ派遣し、テムゲ・オッチギンら東方三王家やオゴデイ、チャガタイ、トルイ家の王族諸将に加え、帝国各地の帰順諸政権の代表たちも列席して、同年8月のクリルタイでグユクが第3代皇帝（カアン）に即位した。
ドレゲネはグユクを見届けると、その2ヶ月後には病死した。グユクはオゴデイ、チャガタイ両家での自勢力の支持基盤を固めようと強引に当主位の改廃を行い、さらに甥のシレムンも遠ざけた。特に先年から反目していたジョチ家のバトゥとの対立が決定的となり、あわや内戦になりかけたが、即位2年後の1248年にグユクも病死した。
バトゥはオゴデイ家とチャガタイ家から政権を奪い、帝国で最大の勢力を誇るジョチ家とトルイ家が共同して帝国の国政再建を計画し、ソルコクタニ・ベキと連携した。グユクの没した後、その皇后オグルガイミシュが摂政となったが、バトゥはソルコクタニ・ベキやモンケ、クビライなどトルイ家の王族たちや有力諸将たちとともに独自に集会を開き、オグルガイミシュはじめオゴデイ家政権の拒絶を表明した。次にジョチ家とトルイ家が主催するクリルタイを強行し、全会一致でモンケを次期モンゴル皇帝に指名した。オグルガイミシュ側は後継候補としてグユクの息子ホージャ・オグルを望んでおり、他のオゴデイ家やチャガタイ家の王族たちなどはシレムンを推していた。しかしいずれも幼少であり、バトゥらが推すモンケに比べ、モンゴル皇族や諸将の多くの支持は得られないでいた。オグルガイミシュはバトゥらの行動を非難したが、逆に当時オノン川、ケルレン川の河源地域にあったチンギス・カンのオルドで開催する2回目のクリルタイへの参加を勧められた。グユクによってチャガタイ家の当主になったイェス・モンケもバトゥを非難したが、バトゥは広大な帝国の統治を年少者に委ねることは不可能であると書簡で論駁し、重ねてクリルタイへの出席を求めた。
こうしてバトゥ側とオグルガイミシュなどそれに対抗する諸勢力は、帝国各地で支持者の獲得に奔走してさらに2年を費やしたが、これ以上の遅滞がもたらす帝国の混乱を懸念したバトゥは、トルイ家と東方三王家とも協議してオグルガイミシュ側とイェス・モンケに最後の説得を行った。ついに体勢が不利と判断した後継候補のシレムンとホージャ・オグルら自身が出席を表明したものの、彼らは約束の日時には指定の場所に姿を表さなかった。ここに至り、モンケを推すバトゥを始めとするジョチ家、トルイ家、東方三王家はクリルタイを開催し、1251年7月1日、かねて指定されていたチンギス・カンの大オルドのあったコデエ・アラルの地のクリルタイにおいて、モンケは全会一致をもってモンゴル帝国の第4代皇帝（カアン）として即位した。
このとき、後々の害になるとして、先帝グユクの皇后として隠然たる影響力を持っていたオグルガイミシュ、さらにはシレムン、イェス・モンケなどオゴデイ家やチャガタイ家の反対派を処刑、粛清するという冷酷さを見せた。

### モンケの施政から晩年
その後は皇帝としての地位と支配力を固めるべく、河北やトルキスタンなどに行政府を設置するとともに、官僚のマフムード・ヤラワチ・マスウード・ベク父子を重用して財政政策に重点を置き、財政を潤わせた。さらに次弟であるクビライを漠南漢地大総督に任じて南宋攻略を、三弟のフレグを征西方面軍の総司令官に任じてイラン方面を侵略させた。1258年にはアッバース朝を滅ぼしている。
しかし、晩年のモンケは有能な次弟クビライの存在を恐れて、これを一時的に更迭するなどの猜疑心深い一面があった。このためもあって南宋攻略は遅れ、これに苛立ったモンケは1258年、自身の実力に恃んで軍を自ら率いて四川方面から南宋攻略を目指し、帝国諸軍に先行、突出して侵攻したが、その途上、翌年7月末に重慶を攻略した後、合州の釣魚山の軍陣内でにて急死した(詳しくは下記参照)。死後は歴代皇帝たちと同じく起輦谷に葬られた。

## モンケの死
モンケが死亡したのは合州の釣魚城の攻囲中であったことは定説だが、死因については史料別で記述が定まっておらず諸説がある。
元の公式記録を元に書かれた『元史』では、当時は曇りと雨が続き、モンケはこれによって体調不良に陥っていたという。イルハン国の『集史』でも、モンケは1259年8月11日に包囲戦の最中軍営内に流行っていた赤痢またはコレラにかかり死亡したと記述されている。
しかしこの記述には疑わしい点がいくつもある。大半の場合において、軍中の疫病や指揮官の健康的な問題は戦争継続を困難にさせ、撤退の決め手となった例も世界史的に見て少なくない。にもかかわらずモンケの死直前まで撤退を検討したと窺わせるような記述は見られず、その死後になって南宋攻勢のモンゴル軍は全戦線から一斉に撤退した。あたかもそれまでに釣魚城への攻撃が持続されていて、死の予兆がまったくなかったかのように示唆されている。また後継者についての遺言もないとされており、それが引き金となってモンゴル帝国帝位継承戦争が勃発した。
『元史』における他の歴代ハーンの死の記述と比べて、モンケの死の記述は非常に簡潔であり、死の直前の言動についての記録は全く見られない。
明代中国に書かれた合州の地方記録『合州誌』では、モンケは大砲もしくは投石機から発射された投石によって重傷を負い、まもなく死亡したと記述されている。 
これらのことからモンゴル人はモンケの死は病気によるものであると史書に記録して、ハーンの戦死という不名誉から免れようとした説が唱えられている。

## 人物
皇帝としては有能な人物であり、その卓越した指導力と峻厳、果断な施政により、オゴデイ死後から分裂傾向を見せていたモンゴル帝国の引き締めに成功している。もっとも、自らの軍事的才能や政治的統率力に恃みすぎてモンゴル共同体の和をないがしろにする独断専行が多かったこと、そしてこれらの背景もあって自身の即位の反対派であるチャガタイ家やカダアン・オグルを除くオゴデイ家に対して厳しい処置をとり、晩年には実弟のクビライを使いこなせなかったことが、モンケ死後のモンゴル帝国結束を揺るがす内紛につながったのである。
また、モンケは剛毅な性格で奢侈を好まず、シャーマン信仰に篤いモンゴル人である一方、学術教養にも深い理解を示した。オゴデイの時代にモンケをはじめとする同世代の王族たちは、ウイグル系やイラン系官僚たちからペルシア語文学などをテュルク語やモンゴル語訳を通して学び、モンケ自身も数ヶ国語に通じていたうえ、『集史』によるとエウクレイデスの『原論』の問題をいくつか解いたといい、ユークリッド幾何学をはじめ東西の学術文化に造詣が深かった。暦を制定するためジャマールッディーンに天文台を建設させたが、なお不十分と考えて、イランへ派遣した実弟フレグに、イスマーイール・ニザール派に監禁されていた当代最高の数学者としても名高かったナスィールッディーン・トゥースィーの保護と招聘を依頼していたと伝えられる。この招聘はモンケの死去によって実現しなかったが、ジャマールッディーンはその後も東方に留まり、クビライのもとで建設された回回司天台を任され、フレグの命令でナスィールッディーン・トゥースィーが監督したマラーゲの天文台と観測データを盛んに交換して、やがて授時暦の編纂をみることになる。

### モンケ・「カアン」
モンケはオゴダイが採用したものの、次代のグユクが用いなかった「カアン」（ Qa'an/Qaγan, قاآن Qā'ān ）という称号を再度復活させたと考えられている。モンケが発令し、華北の少林寺などに建立されたウイグル文字モンゴル語による聖旨碑などでは「モンケ・カン」（Möngke Qan（mwnkk' q'n））、同時代のペルシア語、アラビア語の歴史書にはグユクや祖父のチンギス・カンのようにモンケ・ハン（ مونككا خان Mūnkkā Khān）とするものも見られる。しかし、モンケの宮廷を訪れフレグに扈従してイランに戻ったアター＝マリク・ジュヴァイニーは『世界征服者史』において منگو قاآن（Mankū Qā'ān）と書き、ラシードゥッディーンの『集史』でも一部 مونككه خان （Mūnnka Khān）としている箇所もあるが、基本的に مونككه قاآن （Mūnkka Qā'ān）を用いており、「モンケ・カアン」と呼ばれている。これらのことから、モンケも治世の途中から「カアン」の称号を用い始めたのではないかと考えられる。

## 子孫
モンケ・カアン死後に生じた帝位継承戦争において、年少のためカアンに立候補することのなかったモンケの諸子はアリクブケを支持した。アリクブケの敗北後もクビライ政権に不満を抱き続けていたモンケ-アリクブケ系統の諸王はカイドゥとの戦いに際してシリギの乱を起こし、一時は多くのモンケ系諸王がカイドゥの勢力に投じた。クビライが亡くなりテムルが帝位に即くとモンケ系諸王は次々に元朝に投降し、テムル政権もカイドゥ勢力切り崩しのために投降者を優遇したため、モンケの後裔はモンゴリア西方ザブハン川流域でウルスを形成するようになった。しかし、天暦の内乱後の数年間でモンケ系諸王の有力者の多くが失脚し、それ以後の系図は伝わっていない。
- モンケ・カアン…トルイの長男で、モンケ・ウルスの創始者。
  - バルトゥ（Baltu,班禿／بالتوBāltū）…モンケの正室クトクタイ・ハトゥンより生まれた長男。モンケより早くに亡くなった。
    - トレ・テムル（Töre-temür,توراتیمورTūlā tīmūr）…ペルシア語史料ではバルトゥの息子とされるが『元史』には記述がなく、事蹟も明らかとなっていない。

  - ウルン・タシュ（Ürüng-daš,玉龍答失／اورنگتاشŪrung tāsh）…モンケの正室クトクタイ・ハトゥンより生まれた次男で、第二代モンケ・ウルス当主。
    - サルバン（Sarban,撒里蛮／ساربانSārbān）…ウルン・タシュの息子。

  - シリギ（Sirigi,昔里吉شیرکیShīrkī）…モンケの庶子で、第三代モンケ・ウルス当主。
    - ウルス・ブカ（Ulus-buqa,兀魯思不花王／اولوس بوقاŪlūs būqā）…シリギの息子で、第四代モンケ・ウルス当主。
      - コンコ・テムル（Qongqo-temür,并王晃火帖木児／قونان تیمورQūnān tīmūr）…ウルス・ブカの息子
        - チェリク・テムル（Čerik-temür,徹里帖木児）…コンコ・テムルの息子で、第七代モンケ・ウルス当主。

      - テグス・ブカ（Tegüs-buqa,武平王帖古思不花）…ウルス・ブカの息子、コンコ・テムルの弟で、第二代武平王。

    - トレ・テムル（Töre-temür,توراتیمورTūlā tīmūr）…シリギの息子。
    - トゥメン・テムル（Tümen-temür,武平王禿満帖木児／تومان تیمورTūmān tīmūr）…シリギの息子で、初代武平王。

  - アスタイ（Asudai,阿速歹／آسوتایĀsūtāī）…モンケの庶子。
    - オルジェイ（Ölǰei,衛王完沢／اولجایŪljāī）…アスタイの息子で、第五代モンケ・ウルス当主。
      - チェチェクトゥ（Čečektu,郯王徹徹禿）…オルジェイの息子で、第六代モンケ・ウルス当主。

    - フラチュ（Hulaču,忽剌出／هولاچوHūlāchū）…アスタイの息子。
    - ハントム（Hantom,هنتوم／Hantūm）…アスタイの息子。
    - オルジェイ・ブカ（Ölǰei buqa,اولجای بوقا／Ūljāī būqā）…アスタイの息子。